# Yacimiento arqueológico de Irikaitz
El sitio arqueológico de Irikaitz (Cestona, Guipúzcoa, España) es un yacimiento arqueológico con una secuencia arqueológica que incluye el Paleolítico inferior y Paleolítico superior. Junto con el yacimiento de Lezetxiki ostenta ocupaciones del Paleolítico inferior en posición primaria, únicas de todo el País Vasco. 
Irikaitz, es un yacimiento al aire libre de una superficie aproximada de unas 8 ha. Fue descubierto por el grupo Antxieta Arkeologi Taldea, de Azpeitia, bajo la dirección de A. Arrizabalaga y M.J. Iriarte-Chiapusso se han realizado 15 campañas de excavación entre 1996 y 2013 en dos sectores: sondeo Geltoki (excavado entre 1998 y 2003) y sondeo Luebaki (a 75 m de distancia excavado entre 2002-2013). La mayoría de los restos arqueológicos recuperados se han localizado en estratigrafía, por debajo de la superficie del nivel alterado por la actividad antrópica moderna. La industria lítica encontrada en estas primeras intervenciones parecía corresponder a una ocupación ocasional ocurrida durante la primera mitad del Paleolítico superior. En posteriores inspecciones, artefactos líticos del Paleolítico inferior fueron encontrados en una posición primaria, así como restos del Gravetiense con cierto grado de alteración.
Al ser un yacimiento único, por sus condiciones al aire libre, los trabajos de datación cronológica han sido complicados. Las dataciones arrojadas mediante Luminiscencia Ópticamente Estimulada (OSL) proporcionaron dos dataciones: c.240 ka para los niveles del Paleolítico inferior y de c.25 ka para los niveles Gravetiense.

Irikaitz se encuentra en una zona de gran riqueza arqueológica, son destacables las cuevas de arte rupestre como Ekain, Astigarraga, Danbolinzulo, Erlaitz, Astui-gaina, ubicados en el mismo territorio geográfico que Irikaitz, en las localidades de Cestona y Deva. Así como Praileaitz, Sustraixa o Agarre, también con arte rupestre, que se sitúan en poblaciones vecinas y complementando el entorno una gran cantidad de yacimientos de ocupación demostrando la gran abundancia de yacimientos prehistóricos de interés en todo el territorio.

## Situación geográfica

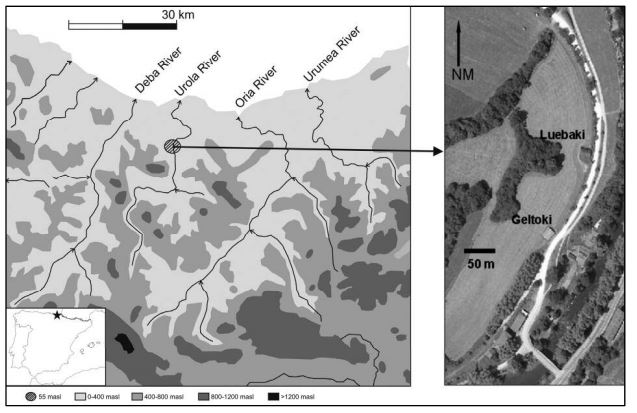
Localización geográfica de Irikaitz y de los sondeos Geltoki y Luebaki.

El yacimiento de Irikaitz, está situado a orillas del río Urola, entre las actuales ubicaciones del Balneario de Cestona y el puente de Lauiturri. El sitio arqueológico se encuentra en la vertiente interna de un meandro incisivo del río, sobre un depósito de palastros (nivel VI), a 14 m sobre el nivel del río, a unos 7 km de la costa y a 55 m sobre el nivel del mar. El yacimiento está ubicado muy cerca del núcleo urbano Cestona (Guipúzcoa),

## Historia
El nombre de Irikaitz es una deformación oral del topónimo Idikaitz. Las circunstancias que rodean al descubrimiento del yacimiento concurrieron por la apertura de una trinchera para insertar una canalización de agua. Durante la obra, miembros del Grupo Antxieta Arkeologi Taldea de Azpeita (Guipúzcoa) se acercaron en el año 1996 para realizar una comprobación estratigráfica.
Al poco tiempo empezaron a recuperar diversos restos de industria lítica prehistóricas en superficie y sobre el perfil de la zanja abierta. Acto seguido, se comunicó el hallazgo al antropólogo y arqueólogo al Dr. Jesús Altuna del Departamento de Prehistoria de la Sociedad de Ciencias Aranzadi. Altuna, encargó una serie de catas perimetrales para delimitar la extensión del yacimiento, alcanzando por el Oeste, hasta un área más occidental que la trinchera del ferrocarril del Urola y por el Sur, hasta la estación del Balneario de Cestona, por el Norte, el campo de fútbol de Zubiaurre y por el Este, llegaba al río Urola.
Durante las primeras intervenciones, los restos líticos encontrados señalaron una ocupación en campamentos ocasionales en la primera parte del Paleolítico superior. No obstante, la llamada Cata V realizada por los miembros del Grupo Antxieta durante los primeros trabajos de delimitación del yacimiento, mostró herramientas líticas características del Paleolítico inferior.
En julio de 2001 el sitio arqueológico de Irikaitz fue calificado con la máxima protección jurídica y urbanística por el Gobierno Vasco y el Ayuntamiento de Cestona, por la inminente remodelación del campo de fútbol que puso en riesgo la conservación del yacimiento.

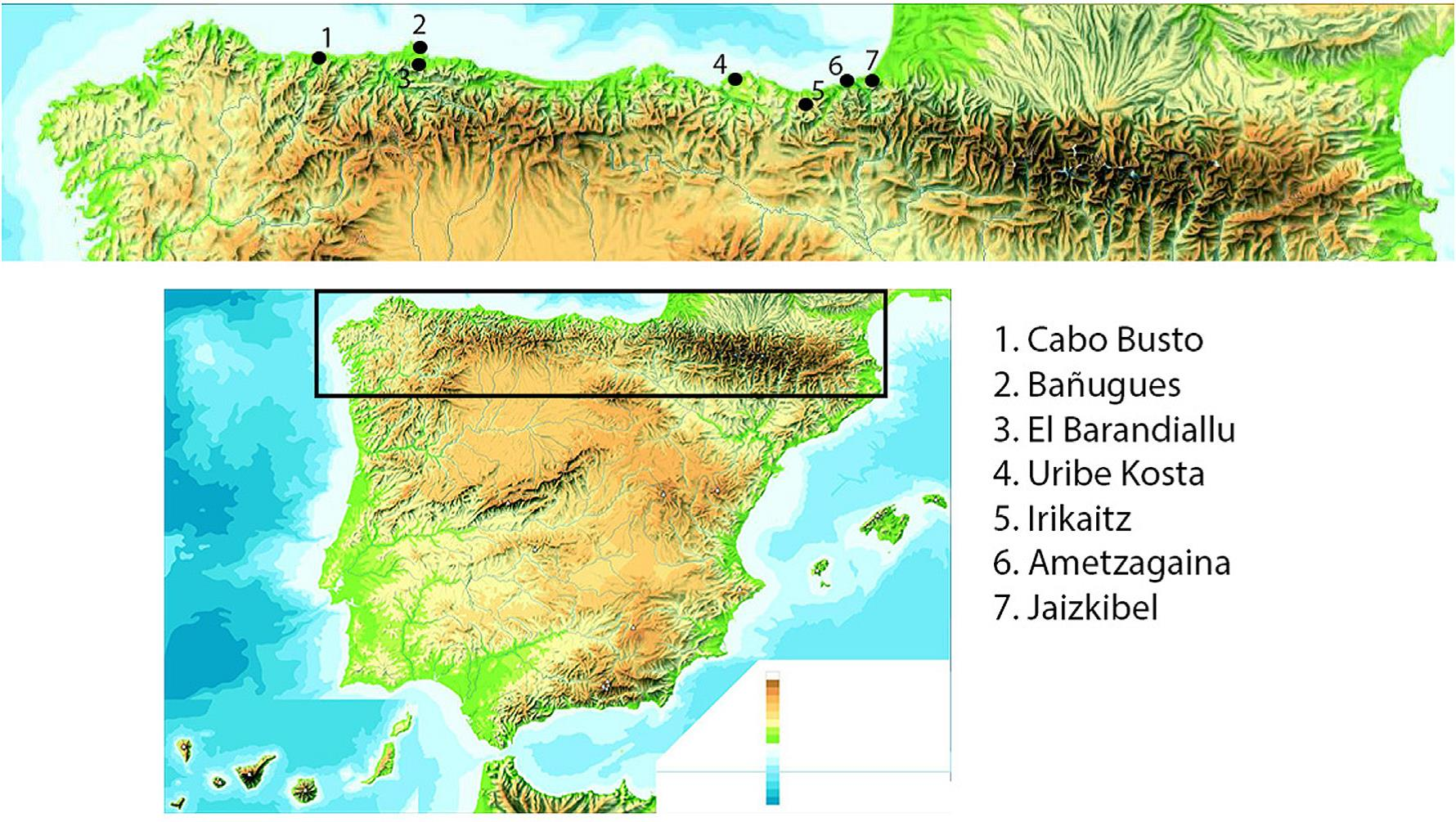
Localización de Irikaitz y su ubicación en el contexto arqueológico de la región.

### Geltoki y Luebaki
Desde 1998 y hasta el 2013 se han llevado a cabo 15 campañas de excavación dirigidas por el Dr. Alvaro Arrizabalaga. Durante esos años fueron excavados dos sectores: el primero llamado sondeo Geltoki, muy cerca de la antigua estación de tren del Balneario de Cestona, y el segundo sondeo Luebaki, colindante con la trinchera del ferrocarril. 
En el año 2013 las excavaciones concluyeron por circunstancias económicas que no permitieron continuar con los trabajos arqueológicos. Hasta esa fecha se recuperó una importante colección de restos líticos sobre una extensión de 8 ha.
Primeramente, en el sondeo Geltoki hay diferenciados dos ciclos estratigráficos. El inferior está compuesto por paquetes de arcillas con 3,5 m de potencia y una superficie superior irregular que compone los niveles VI y VII; solo el primero contiene industria. El ciclo superior también está constituido por paquetes arcillosos, con un espesor entre 1,60 y 1,80 m, que incluye desde el nivel I al V. En este sondeo se han hallado 600 elementos líticos inventariados, destacando los niveles IV y V por su densidad en artefactos y en situación primaria.
En el área Luebaki se abrieron 2m² de excavación, tras superar el nivel I, en las próximas dos unidades, II y III, en solo 40 cm de profundidad, se recuperaron más de 800 restos líticos adscritos al Gravetiense y Paleolítico inferior. Estos dos niveles han sido comparados con los niveles III y IV de la Cata V.
Los muestreos palinológico, antracológico y micromorfológicos sugieren una ocupación en un momento interglaciar, Eemiense o anterior.

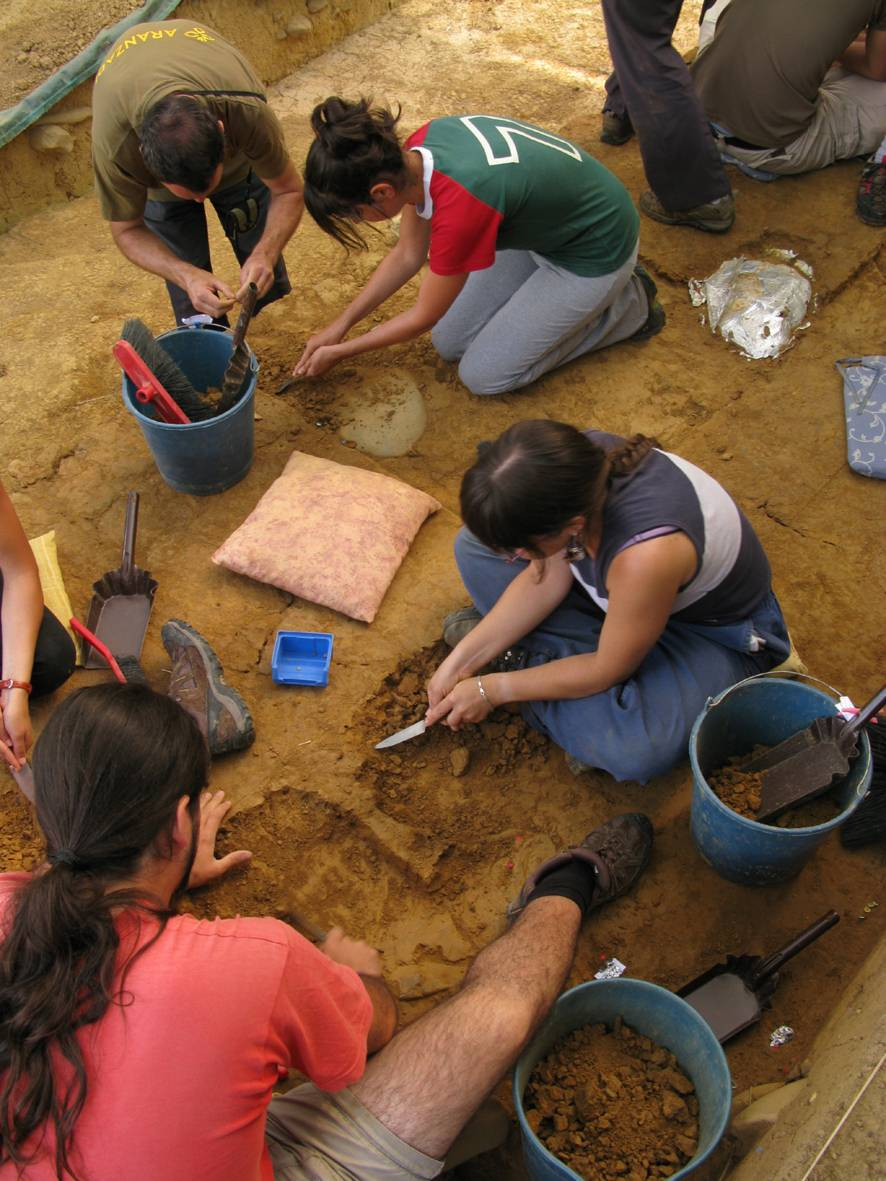
Excavaciones de Irikaitz en el año 2011.

### Distribución de materiales nivel IV y V del sector Geltoki
La selección y modificación de materia prima está caracterizada por el oportunismo y la disponibilidad de las diferentes rocas en el entorno, ubicadas a no más de 3 km del yacimiento, muchas de ellas arrastradas por el río Urola de la parte superior del valle. Los restos confeccionados sobre arenisca comprenden el 69,2 y 28,3% respectivamente, limonitas y nódulos ferruginosos un 14,2 y 25,5%, basaltos 1,5 y 8%. Como elemento litológico que no se ha citado en literatura prehistórica, aparece la vulcanita en cantidades significativas, un 5 y 6%, también trabajada en forma de núcleos y otro tipo de herramientas. 
Por último, como materiales importados se ha hallado sílex en un 6,5 y 3,4% y cuarcita en 2 y 6,7% respectivamente.
En la distribución de los restos tallados en Geltoki se observa una sobrerrepresentación de núcleos, matrices y soportes masivos con extracciones o de percutores. Los restos no retocados suponen el 70% de la serie, mientras que los soportes retocados constituyen el 30% restante. Éstos incluyen grandes lascas con filo transversal, denticulados sencillos, los abruptos transversales o los grandes biseles en diedro. Solo se ha recuperado una pieza bifacial hasta el momento. En el nivel III se ha recuperado el único núcleo de aprovechamiento centrípeto.

### Relevancia del yacimiento
Irikaitz es un yacimiento caracterizado por las buenas condiciones de conservación de sus materiales. Sin embargo, al tratarse de un depósito al aire libre, las escorrentías fluviales y otro tipo de agresiones climáticas han imposibilitado la conservación de restos óseos.
Todas las investigaciones apuntan a que se trata de un yacimiento de carácter primario, ya que los objetos no están localizados en posición derivada, como puede ser en otros enclaves arqueológicos correspondientes al Paleolítico inferior en el resto del País Vasco. Este hecho se ha podido determinar debido a que se cuenta con múltiples remontajes in situ y los elementos líticos elaborados en materias primas duras, como el cuarzo o la cuarcita, no reflejan indicios de rodamiento o pulido. La distribución del registro lítico no concuerda con una organización relacionada con la formación de una terraza fluvial, tampoco presenta una orientación preferencial sobre el eje mayor de la pieza, que puede observarse en estructuras con movimiento de ladera.
Como último razonamiento se apunta a una coherencia interna por el tipo de materias primas y la interpretación conjunta de las mismas, por fracturas de artefactos que pueden ser remontados y presentan pátinas antiguas y próximas entre sí.

### El colgante hallado en Irikaitz que pudo ser un afilador
Durante la campaña de excavación del verano de 2010 fue encontrado un colgante del Paleolítico superior, que podría corresponder a la cultura Gravetiense.

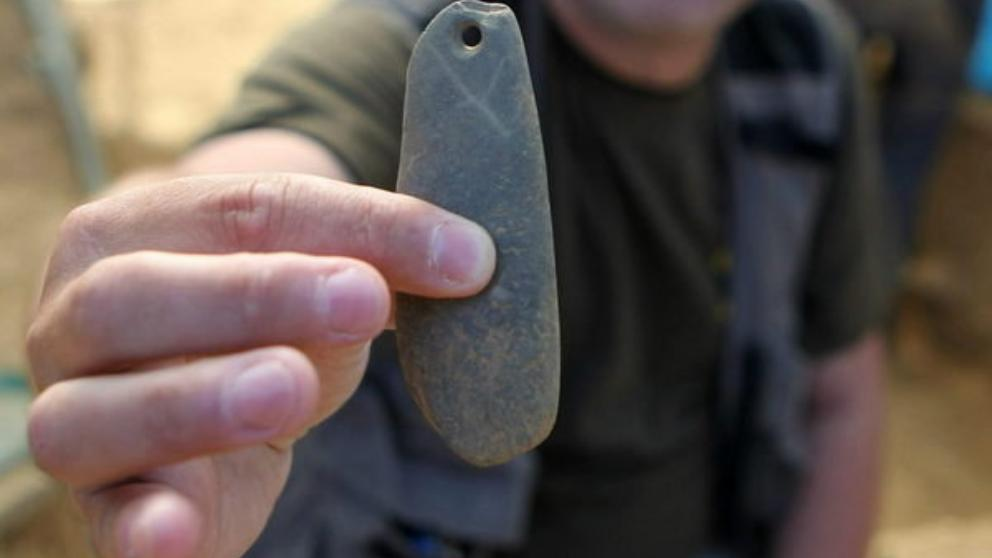
El arqueólogo Alvaro Arizabalaga, muestra el colgante del Paleolítico superior hallado en el yacimiento de Irikaitz.

Se trata de una pieza de canto de río de lutita de aproximadamente 10 cm, perforada en uno de sus extremos. Debido a las características de las marcas de huso en uno de sus extremos, se llegó a la hipótesis de que debió utilizarse para el afilado de herramientas líticas más que para el mero adorno.

### Paleolítico inferior en Euskadi
La investigación del Paleolítico inferior en el País Vasco ha resultado problemática debido, principalmente, a la falta de actuaciones arqueológicas sistemáticas dedicadas a este período. La principal problemática es la contextualización de la industria lítica localizada en algunos yacimientos vascos, problema que también afecta a otros territorios peninsulares. Esta industria se ubica como perteneciente al período cronocultural de la aparición de las industrias musterienses o Modo técnico 3. Sin embargo, es difícil diferenciar los marcos cronoculturales del Achelense final y el Musteriense antiguo.
A partir de finales del siglo XX (de la década de los 90 en adelante) se descubrieron numerosos materiales pertenecientes al Paleolítico inferior, en la Cuenca de Pamplona (Navarra), el embalse de Urrunaga (Álava) y en la meseta de Urbasa (Navarra). El inconveniente que presentaban estos restos es que se localizaron sin contexto estratigráfico, y que no aparecían elementos de industria lítica diagnosticados. Además, los restos óseos de este período no se conservan en la región.
El yacimiento de Irikaitz en el contexto de primer poblamiento durante el Paleolítico inferior del País Vasco, proporciona una rica información. Gracias a esto, se han podido definir algunas de las características de este período, que no se conocían en esta región hasta finales de la década del 1990. A pesar de que las condiciones del yacimiento de Irikaitz no favorecen la preservación de los restos óseos. Las evidencias encontradas en Irikaitz apuntan a que el sitio fue poblado por Homo heidelbergensis, una población de homínidos del Pleistoceno medio que son anteriores a los Neandertales y que también se ha encontrado en el vecino yacimiento Lezetxiki.

## Geología
El entorno geológico de la zona de la Cuenca Vasco-Cantábrica destaca por la presencia de materiales ígneos cretácicos, que también están presentes entre los muros del yacimiento Irikaitz. La actividad volcánica registrada en el sedimento, deja muestras de materiales basálticos de tipo pillow lava o tubular y pequeñas vulcanitas asociadas a depósitos epiclásticos y piroclásticos. Las dataciones micropaleontológicas realizadas en estos sedimentos, permiten clasificar estas vulcanitas en una edad entre el Albiense superior y el Santoniense. Según las dataciones radiométricas por potasio- argón, las edades estimadas pueden variar entre los 104 y 83 Ma, lo cual coincide con los resultados obtenidos con las dataciones micropaleontológicas.

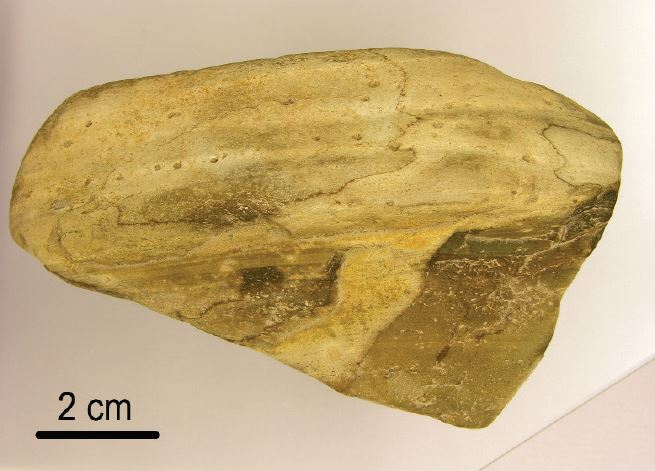
Canto rodado de vulcanita recogido en la llanura aluvial del río Urola.

### Sedimento
Desde el punto de vista estratigráfico, Irikaitz es un desafío, ya que se encuentran capas interpuestas verticales continuas entre los niveles, generalmente en las interfaces y a menudo en las partes más profundas de cada unidad. En Irikaitz se encuentran fenómenos que rara vez alcanzan tal intensidad o extensión en un ambiente de cueva, como son la presencia de raíces, la actividad de los animales excavadores, las grietas causadas por la arcilla que se seca y la lixiviación causada por la lluvia, dan lugar a movimientos verticales del sedimento y a restos más pequeños. La mezcla sedimentaria de las unidades adultera su carácter original y dificulta la descripción de la geomorfología los ciclos y procesos que han formado el depósito. 
De 1998 a 2003, la excavación se realizó en el primer sector (Geltoki). Esta primera excavación abarca una superficie de 48m² pudiéndose diferenciar desde un punto de vista estratigráfico dos ciclos sedimentarios:
- Ciclo inferior (Nivel – VI-VII): este ciclo está formado por gruesos paquetes de arcilla que pueden llegar a tener hasta 3.5 m de potencia. Se piensa que este ciclo se apoya directamente sobre la roca madre y exhibe a techo una superficie de planta circular o elíptica, con un radio de varios metros y más de 0,5 m de profundidad. En este ciclo se ha encontrado material lítico.
- Ciclo superior (Nivel – I al V): del mismo modo, al igual que el ciclo inferior, en este ciclo se encuentran paquetes de arcilla, con un espesor de entre 1.60 y 1.80 m, pero sin presencia de material arqueológico. Se asienta en un terreno irregular rellenando las depresiones del nivel IV hasta mostrar una estratigrafía con una inclinación más parecida a la encontrada por la ladera de Irikaitz.

Las siguientes campañas de excavación que se llevaron a cabo del 2004 hasta el 2013, se hicieron en el área de “Luebaki”. Este sondeo lo podemos dividir en dos fases:
- En la primera fase se excavó solamente 2m², en los cuales a partir de superar el nivel I se encontró son un depósito de alta densidad, es decir, con mucho material lítico.
- En una segunda fase se excavo el nivel II y III, donde se recuperaron 800 restos líticos en solo 40 cm de profundidad.

Se ha concluido que tanto en el nivel II como en el nivel III, las características de la estratigrafía encontrada tiene una cronología del Gravetiense (Nivel – II) y del Paleolítico inferior (Nivel – III). 

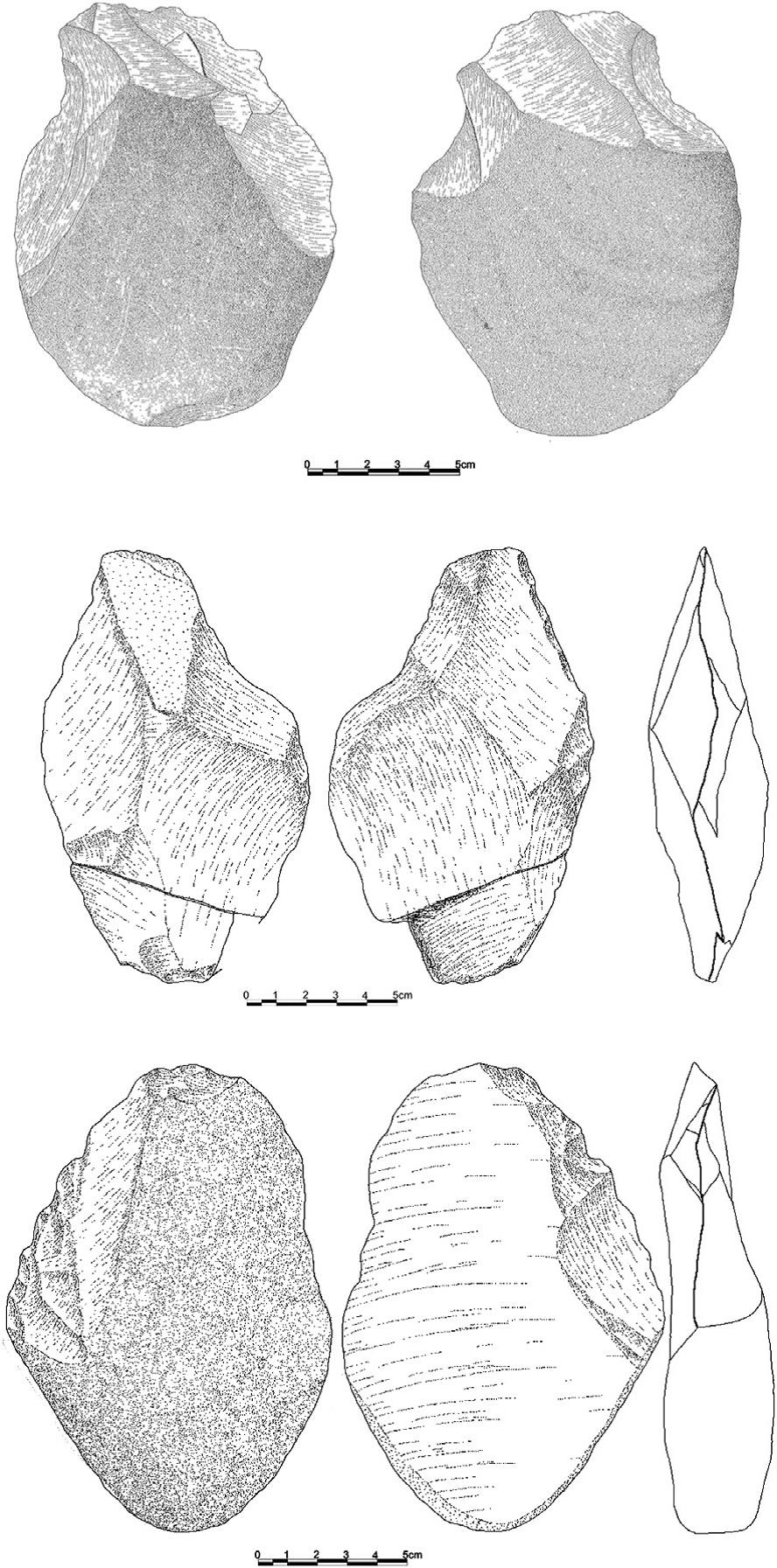
La industria lítica de Irikaitz.

Irikaitz es un yacimiento al aire libre con un sedimento ácido, lo cual no ha permitido la conservación de ningún material óseo ni dental.

## Paleobotánica y palinología
En el yacimiento de Irikaitz se ha realizado una aproximación paleobotánica a través de la elevada presencia de carbones encontrados y el muestreo palinológico. En el análisis antracológico se examinaron un total de 684 carbones, procedentes de los niveles II, III, IV y V de Irikaitz. La madera identificada correspondió a un mínimo de 17 taxones: Acer, Alnus glutinosa, Betula, Carpinus, Cornus, Corylus avellana, Fagus sylvatica, Frangula alnus, Fraxinus, Leguminosae, Populus, Quercus subgénero Quercus, Quercus/Castanea, Rosaceae (Pomoideae, Prunus), Salix y Ulmus. 
Uno de los taxones que se han hallado en mayor abundancia es el Quercus subgénero Quercus, que se localizó en todos los niveles pero en una menor proporción en el nivel más superficial. Este taxón incluye todos los Quercus de hoja caducifolia y marcescente que en la actualidad crecen en el País Vasco (roble albar, pedunculado, pubescente, quejigo, marojo). El Corylus avellana también se encontró presente en mayor parte de la secuencia del yacimiento y tiene una mayor representación en los niveles más antiguos (nivel IV), disminuyendo en los más recientes. Los carbones correspondientes a Alnus glutinosa (aliso) aparecieron a lo largo de toda la secuencia pero con mayor número en el Nivel II.
El análisis palinológico del nivel V de la estratigrafía de Irikaitz (Paleolítico inferior) mostró una interesante diversidad arbórea (Carpinus, Alnus, Quercus, Frangula, Corylus). Destacan familia de plantas como Ericaceae que comprenden árboles, arbustos y las Poaceae plantas herbáceas, raramente leñosas. Además en Irikaitz se encontraron taxones relacionados con la ribera del río como Ranunculaceae y Cyperaceae.
Asimismo, en los estratos de Irikaitz se encontró la presencia de esporas de helechos como Polypodiaceae y Filicales monoletes. En el futuro otras investigaciones palinológicas permitirán definir las fluctuaciones y variaciones del paisaje vegetal durante el período de la ocupación humana en Irikaitz. 

### Palinología
En 2003 se realizaron una serie de análisis de las muestras palinológicas del nivel V de la estratigrafía del sondeo Geltoki. Los resultados demostraron una interesante variedad de árboles (Carpinus, Alnus, Quercus, Frangula, Corylus). También se registró la existencia de diferentes plantas herbáceas como: Ericaceae, Poaceae, Ranunculaceae y Cyperaceae. Por otro lado, la humedad ambiental fue documentada por la alta presencia de esporas de helechos como, Polypodiaceae y Filicales monoletes. A pesar de que estos análisis son muy recientes y a la espera de nuevos resultados, se puede afirmar que las condiciones climáticas eran muy favorables, permitiendo la vida de la vegetación. 
Las hipótesis establecidas consideraban que se trata de un período interglaciar, se dudaba entre el último (MIS5 - Eemiense) y el penúltimo (MIS7- Holsteiniense) período interglaciar. Actualmente, con los resultados de las últimas dataciones hechas por luminiscencia (OSL), se sabe que el período al que pertenecen es al (MIS7- Holsteiniense).

## Repercusión científica
Aunque la relevancia del yacimiento radica en las relativamente buenas condiciones de su conservación, la investigación en Irikaitz está todavía en curso, no pudiendo considerarse los resultados disponibles hasta el momento como definitivos.
Sin embargo, entre los hallazgos más interesantes encontramos un colgante que podría corresponder al Gravetiense.
Otro punto importante, es que todo parece indicar que se trata de un depósito de carácter primario en el que los objetos no se localizan en posición derivada, situación poco habitual para los yacimientos del Paleolítico Inferior en el País Vasco y en toda la península.